# Tether (Of Mice & Men)
Tether è l'ottavo album in studio del gruppo musicale Of Mice & Men, pubblicato il 6 ottobre 2023 dalla SharpTone Records e autoprodotto dalla band.

## Pubblicazione
Il 12 febbraio 2023, Of Mice & Men hanno annunciato attraverso i social media di aver quasi terminato il materiale per il loro ottavo album in studio. Il 9 luglio, la band ha condiviso un video online, che presenta filmati dietro le quinte di una recente ripresa video, incluso un servizio fotografico. Il 17 luglio hanno rivelato il titolo del loro ottavo album in studio. Lo stesso giorno, la band confermò che il primo singolo intitolato Warpaint sarebbe uscito il 28 luglio. Il 28 luglio, la band ha rivelato la data di uscita dell'album.
Il 23 agosto, la band pubblicò il secondo singolo Castaway insieme a un video musicale di accompagnamento. Il 20 settembre, tre settimane prima dell'uscita dell'album, la band pubblicò il terzo singolo Indigo. Il video musicale di Into the Sun è stato rilasciato il 6 ottobre 2023, in concomitanza con l'uscita dell'album.

## Tracce
1. Integration – 4:02
2. Warpaint – 3:28
3. Shiver – 4:08
4. Eternal Pessimist – 3:53
5. Into the Sun – 3:34
6. Enraptured – 4:03
7. Castaway – 3:31
8. Tether – 3:55
9. Indigo – 3:41
10. Zephyros – 3:38

## Formazione
- Aaron Pauley – voce, basso, produzione, ingegneria del suono, missaggio, mastering
- Alan Ashby – chitarra ritmica, cori, produzione, ingegneria del suono
- Phil Manansala – chitarra solista, cori, produzione, ingegneria del suono
- Valentino Arteaga – batteria, percussioni, produzione, ingegneria del suono, layout, artwork

## Classifiche
| Classifica (2023)  | Posizione massima |
| ------------------ | ----------------- |
| Regno Unito (rock) | 30                |